# Seven Great Demon Lords
Los Seven Great Demon Lords o Los Siete Grandes Demonios (七大魔王, Nanadai Maou) son un grupo ficticio de seres malvados de Digimon. 

## Historia
Se dice que en el mundo digital hay un grupo de digimons que están compuestos de 7 integrantes, los digimons más malvados y crueles de todos que saldrán para gobernar el mundo digital y convertirlo en un lugar lleno de oscuridad y tinieblas. Esto está grabado en la puerta de la tumba del pecado.

## Integrantes

### Lucemon
Lucemon es el líder del grupo y por lo tanto el más demoniaco, vil, cruel y poderoso de los siete. Antes era el ángel de más alto rango y poder de todos, pero se dejó corromper por la oscuridad hasta convertirse en un demonio con el poder de un dios: su objetivo es gobernar simultáneamente el Digimundo y el mundo de los humanos para poder ser el eterno soberano. Es el señor de la Soberbia y representa a Lucifer.
Ataques:
- Macabre dance/Baile macabro
- Alive or Died/Vivos o muertos
- Lost time/Tiempo perdido
- Lost paradise/Paraíso perdido

Actuación en el anime: Lucemon actuó como el antagonista principal y último villano que peleó con los 10 guerreros legendarios en Digimon Frontier. Fue derrotado por Susanoomon.

### Daemon
Daemon, o Demon en la versión latina, es el segundo al mando por lo tanto es también el segundo miembro más fuerte del grupo, superado solo por Lucemon, él es tan malvado por lo que se le dio el segundo mando. Está tapado en la mayoría de su cuerpo por una Túnica para ocultar su diabólica forma. Daemon alega que alguna vez fue un Seraphimon caído en desgracia por rebelarse al dios del mundo digital. Es el demonio de la Ira y representa a Amon.
Ataques:
- Fire hell/Fuego infierno
- Watched it vitiates/Mirada maligna

Actuación en el anime: Daemon fue uno de los villanos en Digimon Adventure 02 Daemon quería la semilla oscura con la que Malommyotismon controlaba a los niños. Fue derrotado por Davis y Ken y enviado al Océano de la oscuridad.
Actuación en el manga: Daemon es el villano principal en Digimon Adventure V-Tamer 01. Su ambición era conquistar tanto el Digimundo como el Mundo Real, por lo que creó un Digitama del cual nacería el Digimon Súper Mega, el cual luego absorbería para poder recuperar su propio cuerpo Súper Mega, el cual había sido sellado años atrás. Fue derrotado por UlforceVeedramon Súper Mega.

### Lilithmon
Lilithmon es la única integrante del grupo femenina con la capacidad de crear Digieggs oscuros de donde saldrán ejércitos de digimon de las tinieblas que repartirán el caos y la discordia por todo el mundo digital. Ella alega haber sido alguna vez una Ophanimon caída de la gracia por rebelarse al dios del mundo digital. Es la dama de la Lujuria y representa a Asmodeo.
Ataques:
- Nazar Nail/Uña Nazar
- Ghost Pain/Dolor Fantasma
- Prophecy/Profecía

Actuación en anime: Es uno de los generales del ejército bagura en Digimon Xros Wars.

### Leviamon
Monstruo del océano cuya ambición es llevar al mundo hacia las profundidades de este. Es un ser malvado con un gran poder de ataque pero ha dicho que huirá de cualquier digimon ángel que esté cerca, puesto que odia a los digimons ángel. Es el demonio de la Envidia y representa a Leviatán.
Ataques: 
- Apocalipsis tidal wave/Maremoto Apocalipsis
- Snout Tears/Desgarramiento

Actuación en el anime: Hasta ahora solo ha actuado como un digimon legendario de las digimemorias en Digimon Xros Wars.

### Belphemon
Digimon demonio en forma de animal que solo despierta cada mil años para sembrar el caos, el duerme 1000 años y en esos mismos regresa para aterrorizar el mundo digital. Solo una fuerza divina podrá dominar a tan temible monstruo de las tinieblas, que se unirá a los demás y gobernará sanguinariamente. Este perezoso Digimon se despierta una vez cada mil años.Cuando Belphemon modo de espera se despierta en Rage Mode, es uno de los Siete Grandes Demon Lords. Siempre tiene un despertar muy desagradable. Es el demonio de la Pereza y representa a Belfegor.
Ataques:
- Gift of the Dark/Regalo de la oscuridad
- Malignant symbol/Símbolo Maligno
- Dark ray/Rayo Oscuro

Actuación en el Anime: Belphemon fue el último villano de Digimon Savers en despertar de su largo sueño para gobernar. Fue derrotado por Shinegreymon modo Burst.

### Beelzemon
El digimon más combativo de todos los siete, siempre está listo para alguna batalla con su grupo de oscuridad, los soldados de la pesadilla. Con su personalidad cruel, él tiene un escopeta preferida llamada "Berenjena" , y realiza paseos en su motocicleta "Behemoth", todo el tiempo anda vagando y buscando un oponente fuerte. Tiene una personalidad muy fría y su orgullo es tan alto que nunca atacará a cualquier cosa más débil que el. Es el demonio de la Gula y representa a Belcebú.
Ataques:
- Doblé Impact/Impacto doble
- Darkness Claw/garra de la oscuridad
- Quick Shot/tiro rápido
- Heartbreak Shot/Tiro de la angustia
- Evil Blast/ráfaga malvada

Actuación en el anime: Beelzemon fue uno de los villanos de Digimon Tamers mató a Leomon el digimon de Yury, pero se pasó al lado del bien. Ayudó a derrotar al D-Reaper.

### Barbamon
Es un demonio que domina la magia y la sabiduría antigua, bastante listo, astuto, ambicioso y pretencioso. Barbamon vive en lo más profundo del área oscura. Es el demonio de la Avaricia y representa a Mammón.
Ataques:
- Black magic/Magia negra
- Spell of the evil/Conjuro del mal
- Chaotic prediction/Predicción caótica

Nota: El único de los siete que no ha hecho acto de presencia en el anime.

## El Misterio de los emblemas grabados en la Puerta
Los 7 Emblemas que representan a los Demon Lords se encuentran:
- Grabados en la espalda de Lucemon (Satan Mode).
- En la “Puerta de la Tumba del Pecado”,
- En las 7 espadas que tiene Ogudomon clavadas en su cuerpo.

Aunque se ha investigado el extraño símbolo que hay en el centro de estos, aún no ha podido ser descifrado, por lo que solo se conocen los resultados de la investigación de los caracteres que están dibujados en sus alrededores.

## Nivel con su sistema
NIVEL 666: SISTEMA: XX (Aquí va el demonio al que representa) CODIGO: XX (Aquí va el pecado al que representa). 
- Naranja NIVEL-666 SISTEMA: LUCIFER CODIGO: ORGULLO = Lucemon Falldown Mode

- Verde Claro NIVEL-666 SISTEMA: BEELZEBUB CODIGO: GLOTONERIA = Beelzebumon

- Azul Celeste NIVEL-666 SISTEMA: LEVIATHAN CODIGO: ENVIDIA = Leviamon

- Verde NIVEL-666 SISTEMA: ASMODEUS CODIGO: LUJURIA = Lilithmon

- Amarillo NIVEL-666 SISTEMA: SATAN CODIGO: IRA = Demon

- Púrpura NIVEL-666 SISTEMA: MAMON CODIGO: AVARICIA = Barbamon

- Azul Purpúreo NIVEL-666 SISTEMA: BELPHEGOR CODIGO: PEREZA = Belphemon